# Carandaí
Carandaí est une municipalité brésilienne de l'État du Minas Gerais et la microrégion de Barbacena.